# Comité Provincial de Seguridad Deportiva
El Comité Provincial de Seguridad Deportiva, también conocido por la sigla CoProSeDe, fue un organismo gubernamental creado en 2002 que dependió del Ministerio de Seguridad de la Provincia de Buenos Aires, Argentina.
Sus funciones e incumbencias eran en rasgos generales:
- Fomentar, y en lo posible asegurar la presencia de hechos de violencia en los espectáculos deportivos.
- Controlar el estado, condiciones de uso y funcionamiento de instalaciones deportivas y/o lugares donde se practiquen deportes.
- Recomendar medidas de seguridad a la Subsecretaría de Políticas Turísticas y Deportivas perteneciente a la Secretaría de Turismo y Deporte o a las autoridades competentes para la organización de espectáculos deportivos.

Este comité tenía autoridad sobre todo evento deportivo que tuviese lugar dentro de los límites provinciales, sin importar quién sea la entidad organizadora del evento, si bien era más visible su incumbencia en los espectáculos futbolísticos.
En agosto de 2012 fue sustituido por la Agencia de Prevención de Violencia en el Deporte (A.Pre.Vi.De.).